# 1213
Năm 1213 là một năm trong lịch Julius.